# باريس تورز 1945
باريس تورز 1945 هو سباق دراجات هوائية، وهو الموسم رقم 39 من باريس تورز، وأقيم في 1945.
فاز بالمركز الأول بول مايي، وبالمركز الثاني Joseph Goutorbe ‏، وبالمركز الثالث إميل آي دي.

## الفائزون
| الترتيب | الفائز           |
| ------- | ---------------- |
| الفائز  | بول مايي         |
| الثاني  | Joseph Goutorbe ‏ |
| الثالث  | إميل آي دي       |